# Seuri Weuk
Seuri Weuk is een bestuurslaag in het regentschap Pidie van de provincie Atjeh, Indonesië. Seuri Weuk telt 645 inwoners (volkstelling 2010).